# Тинда (станція)

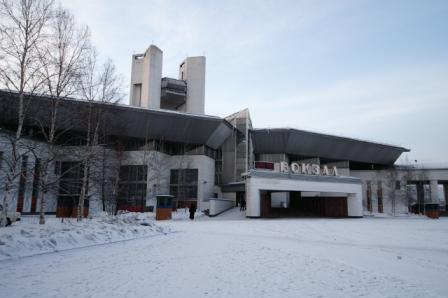
Вокзал

55°08′23″ пн. ш. 124°44′25″ сх. д. / 55.139722222222° пн. ш. 124.74027777778° сх. д.
Тинда (рос. Тында) — вузлова залізнична станція в Росії, станція місцезнаходження управління Тиндинського регіону Далекосхідної залізниці, розміщена на Байкало-Амурській магістралі.
Розташована в однойменному місті Амурської області.
Від станції відходять лінії:
- на рзд Бестужево (27 км);
- на Бамівську (180 км);
- на Хані (486 км).

На станції є локомотивне депо Тинда.